# 18800 Терресадодж
18800 Терресадодж (18800 Terresadodge) — астероїд головного поясу, відкритий 10 травня 1999 року.
Тіссеранів параметр щодо Юпітера — 3,358.